# Karl Wurm
Karl Wurm (Siegen, 21 de julho de 1899 – Bonn, 16 de fevereiro de 1975) foi um astrônomo alemão.
Wurm estudou matemática, física e química na Universidade de Bonn, onde obteve um doutorado em 1926. Foi depois patra o Observatório de Astrofísica em Potsdam, onde investigou espectros de banda de moléculas de atmosferas estelares e cometas. Este trabalhou resultou em uma publicação no Handbuch der Astrophysik (1930). Conduziu pesquisas sobre cometas e em especial, após passar um tempo com Otto von Struve em 1938 Yerkes Observatorium observando espectros de nebulosas gasosas. Em 1941 foi observador principal do Observatório de Hamburgo. Em 1950 foi durante alguns meses professor convidado na Universidade Humboldt de Berlim e no Observatório em Babelsberg. Devido às problemáticas condições de observação em Hamburgo realizou frequentes observações a partir de 1954 em Asiago. 

## Obras
- Die Natur der Kometen, Mitteilungen der Hamburger Sternwarte, Volume 8, 1943, Nr. 51
- Die Planetarischen Nebel, Akademie Verlag 1951
- Monochromatic Atlas of the Orion Nebula, 1961
- com J. Rahe e B. Dunn Atlas of cometary forms, Washington D.C. 1970

Escreveu os capítulos Die Spektren Planetarischer Nebel e Die Theorie der Planetarischen Nebel no Handbuch der Physik (Volume 50, 1958) e Die Kometen no Volume 52 (1959).